# Karl Borromäus von Harrach
Karl Borromäus, comte d'Harrach, est un médecin autrichien, né à Vienne le 11 mai 1761 et mort le 19 octobre 1829, membre de la famille noble Harrach.
Il étudia le droit et la médecine, devint conseiller de régence à Prague, puis fit des voyages, prit le grade de docteur en médecine et se fixa à Vienne. Il fut, pendant vingt-cinq ans, le médecin gratuit des pauvres. La maison de ce philanthrope, qui professait les idées les plus libérales, devint le rendez-vous des hommes les plus distingués de Vienne.